# 网络广告

維基百科的網路廣告

狭义的网络广告，又被称为線上广告或者互联网广告；而广义的网络广告，除了包括以计算机为核心组成的计算机网络为媒介的广告行为外，还包括其他所有以电子设备相互连接而组成的网络为媒介的广告行为，例如以无线电话网络、电子信息亭网络为载体的广告行为。在一般未做特殊说明的情况下，现在各资料所谈论的网络广告全指狭义网络广告。
网络广告就是在网络上做的广告。利用网站上的广告横幅、文本链接、多媒体的方法，在互联网刊登或发布广告，通过网络传递到互联网用户的一种高科技广告运作方式。与传统的四大传播媒体（报纸、杂志、电视、广播）广告及近来备受垂青的户外广告相比，网络广告具有得天独厚的优势，是实施现代营销媒体战略的重要一部分。Internet是一个全新的广告媒体，速度最快效果很理想，是中小企业扩展装大的很好途径，对于广泛开展国际业务的公司更是如此。
狭义网络广告与传统广告有很多类似的地方，也分为很多不同广告形式，拥有多种計费方式。
网络广告现在已经不单纯都指一般的硬广，更有很多软广的方式，比如口碑营销，關鍵字操作，Blog行銷，社群行銷等，现在越来越多的品牌更倾向于后者，因为这是一种跟閱聽人直接沟通的很好方式，尤其在網路發達的現今社會，不僅網路廣告的影響日漸重要，相較於傳統廣告（报纸、杂志、电视、广播），更能有效統計廣告成效，確實的將成效數據化。

## 广告形式
常见的广告形式包括：
- 横幅式广告
- 通栏式广告
- 弹出式广告
- 按钮式广告
- 插播式广告
- 赞助式广告
- 搖一搖广告
- 分类广告
- 互动游戏式广告
- 软件端广告
- 文字链接广告
- 浮动形广告
- 聯播網廣告
- 關鍵字廣告
- 比對內容廣告
- 电子邮件广告

## 市場規模
2016年，台灣整體廣告量達604.6億，成長2.47%，其中，網路廣告以258.7億新台幣，首度超越電視（包含有線與無線電視）廣告的225.3億，繼2009年超越雜誌、2012年超越報紙後，再度寫下里程碑，並躍居第一大媒體。
2012年全年台灣整體數位媒體廣告市場達116.01億新台幣，相較前一年度成長13.6%，其中網站廣告為59.34億，影音多媒體廣告為5.73億，若兩者合併計算，網站廣告量成長幅度為3.3%，佔整體數位廣告市場總額的56.1%；關鍵字廣告成長15.2%，達到新台幣35.43億，佔整體數位廣告總額的30.5%。社群口碑行銷，持續穩定成長13.2%，金額為9.46億，佔整體總額的8.1%。而今年新增的行動媒體廣告量統計達6.05億，已佔整體數位媒體廣告量之5.2%，異軍突起值得期待。

## 計费方式
常见的計费方式包括：
- 按照千人印象费用（CPM）收费。
- 按照每点击成本（CPC）收费。
- 按照每行动成本（CPA）收费。
- 按照每回应成本（CPR）收费。
- 按照每购买成本（CPP）收费。
- 按照每安裝成本（CPI）收费。

这些都是国际流行的收费模式。在中国和一些网络广告的发展中国家，则时常会采用以时间来购买的模式，如按每日投放成本收费，按每周投放成本收费等。
对网络广告的研究显示，50%的网络广告点击是由6%的用户产生的。而且这个点击群体是一个缺乏购买力的群体，也很少进行网络购物。

## 可见
*广告管理